# Avatar: The Last Airbender – Smoke and Shadow
Avatar: The Last Airbender - Smoke and Shadow é uma história em quadrinhos norte-americana publicada pela editora Dark Horse em 2014. Foi escrito por Gene Luen Yang, Bryan Konietzko e Michael Dante DiMartino e ilustrado por Gurihiru. É baseada na série animada Avatar: The Last Airbender e sucede a graphic novel The Rift.

## Sinopse
A Nação do Fogo é ameaçada por uma profecia contada pelos Kemurikage, figuras misteriosas que pensava-se apenas existirem em lendas: tirar Zuko do trono, ou o país perecerá!
Avatar Aang e seus amigos escoltam Zuko e sua família de volta a capital, completamente desconhecidos a iminente ameaça crescendo na cidade. A agitação está se formando enquanto a Nova Sociedade Ozai se prepara para realizar seu movimento contra a corte, e crianças começam a desaparecer de seus lares sob misteriosas circunstâncias!

## Produção
Foi anunciado oficialmente em 1 de dezembro de 2014, com lançamento esperado para 23 de setembro do ano seguinte. O quadrinho seria lançado inicialmente em três edições e futuramente em formato encadernado. Gene Luen Yang confirmou que o personagem Zuko seria um dos focos da história, assim como a Nação do Fogo, revelando que "o livro será sobre Zuko protegendo sua mãe e sua família deste grupo (New Ozai Society) e do legado de Ozai". Ao ser perguntado se o quadrinho trabalharia com temas mais políticos ou se teria alguma trama espiritual como os outros, Yang respondeu positivamente para ambos, afirmando que "há um componente espiritual em todas as ações do pai de Mai". Ele também disse que Mai teria papel central na história.

## Publicação
A primeira edição foi lançada em 23 de setembro de 2015,  a segunda em 16 de dezembro do mesmo ano e a terceira em 16 de março do ano seguinte.  Uma versão encadernada contendo as três edições foi lançada em 21 de setembro de 2016 e um omnibus em 13 de outubro de 2021.

## Recepção
Sua primeira publicação atingiu o primeiro lugar da lista de best-sellers do New York Times da semana de 1 de maio de 2016. Em uma review para o site Multiversity Comics, Mark Tweedale fez uma crítica a segunda edição, afirmando que: "Smoke and Shadow captura o espírito da série, e edifica sua rica história e personagens". Já a terceira edição recebeu uma crítica de Ian Keogh, do site The Slings & Arrows, que comentou sobre a arte de Gurihiru, dizendo que "Apesar desta ser uma história mais sombria que a maioria das graphic novels de Avatar, existe tanta alegria nos rostos de vários personagens".